# Divisió llarga polinòmica
En àlgebra, la divisió llarga polinòmica és un algoritme per dividir un polinomi entre un altre polinomi del mateix grau o un de més baix, una versió generalitzada de la tècnica aritmètica normal, anomenada divisió llarga. Pot fer-se fàcilment a mà, perquè fragmenta un problema més complex en d'altres més petits. De vegades és més ràpid utilitzar una versió anomenada divisió sintètica, amb menys escriptura i menys càlculs.
La divisió llarga polinòmica és un algoritme que implementa la divisió euclidiana de polinomis, que començant amb dos polinomis A (el dividend) i B (el divisor) dona com a resultat, si B no és zero, un quocient Q i una resta R tals que:
{\displaystyle A=BQ+R},
On {\displaystyle R=0} o bé el grau de R és menor que el grau de B. Aquestes condicions defineixen de forma única Q i R, la qual cosa significa que Q i R no depenen del mètode utilitzat per calcular-los.
El resultat {\displaystyle R=0} ocorre si i només si el polinomi A té B com a factor. Per això la divisió llarga és un mitjà per provar si un polinomi en té un altre com a factor, i, si el té, per factoritzar-lo. Per exemple, si una arrel r d'A és coneguda, es pot factoritzar dividint A per {\displaystyle (x-r)}.

## Exemple
Trobar el quocient i la resta de la divisió de {\displaystyle x^{3}-2x^{2}-4,} el dividend, per {\displaystyle x-3,} el divisor.
Per començar, el dividend es reescriu així:
{\displaystyle x^{3}-2x^{2}+0x-4.}
El quocient i la resta llavors poden ser determinats de la manera següent:
1. Dividir el primer terme del dividend pel terme més alt del divisor (és a dir, el que tingui la potència més alta de x, que en aquest cas és x). Col·locar el resultat al damunt de la barra ({\displaystyle x^{3}\div x=x^{2}}).
{\displaystyle {\begin{array}{l}{\color {White}x-3)x^{3}-2}x^{2}\\x-3{\overline {)x^{3}-2x^{2}+0x-4}}\end{array}}}
2. Multiplicar el divisor pel resultat que s'acaba d'obtenir (el primer terme del quocient definitiu). Escriure el resultat a sota dels primers dos termes del dividend ({\displaystyle x^{2}\cdot (x-3)=x^{3}-3x^{2}}).
{\displaystyle {\begin{array}{l}{\color {White}x-3)x^{3}-2}x^{2}\\x-3{\overline {)x^{3}-2x^{2}+0x-4}}\\{\color {White}x-3)}x^{3}-3x^{2}\end{array}}}
3. Restar el producte que s'acaba d'obtenir dels termes apropiats del dividend original (vigilant que restar alguna cosa que té un signe negatiu equival a sumar una cosa amb signe positiu), i escriure el resultat a sota de {\displaystyle (x^{3}-2x^{2})-(x^{3}-3x^{2})=-2x^{2}+3x^{2}=x^{2}}. Llavors, "abaixar" el següent terme del dividend.
{\displaystyle {\begin{array}{l}{\color {White}x-3)x^{3}-2}x^{2}\\x-3{\overline {)x^{3}-2x^{2}+0x-4}}\\{\color {White}x-3)}{\underline {x^{3}-3x^{2}}}\\{\color {White}x-3)x^{3}}+{\color {White}0}x^{2}+0x\end{array}}}
4. Repetir els tres passos anteriors, però aquesta vegada utilitzar com a dividend els dos termes que s'acaben d'escriure.
{\displaystyle {\begin{array}{r}x^{2}+{\color {White}1}x{\color {White}{}+3}\\x-3{\overline {)x^{3}-2x^{2}+0x-4}}\\{\underline {x^{3}-3x^{2}{\color {White}{}+0x-4}}}\\+x^{2}+0x{\color {White}{}-4}\\{\underline {+x^{2}-3x{\color {White}{}-4}}}\\+3x-4\\\end{array}}}
5. Repetir el pas 4. Aquest cop, no hi ha res per "abaixar".
{\displaystyle {\begin{array}{r}x^{2}+{\color {White}1}x+3\\x-3{\overline {)x^{3}-2x^{2}+0x-4}}\\{\underline {x^{3}-3x^{2}{\color {White}{}+0x-4}}}\\+x^{2}+0x{\color {White}{}-4}\\{\underline {+x^{2}-3x{\color {White}{}-4}}}\\+3x-4\\{\underline {+3x-9}}\\+5\end{array}}}

El polinomi per sobre la línia és el quocient q(x), i el nombre que queda (5) és la resta r(x).
{\displaystyle {x^{3}-2x^{2}-4}=(x-3)\,\underbrace {(x^{2}+x+3)} _{q(x)}+\underbrace {5} _{r(x)}}
L'algoritme de divisió llarga per aritmètica és molt similar a l'algoritme explicat prèviament, on la variable x és reemplaçada pel nombre concret 10.

## Pseudocodi
L'algoritme pot ser representat en pseudocodi de la manera següent, on +, −, i × representen l'aritmètica polinòmica, i / representa una divisió senzilla de dos termes:
```
Funció n / d:
requereix d ≠ 0
q ← 0
r ← n # A cada pas n = d × q + r
mentre r ≠ 0 I grau(r) ≥ grau(d):
t ← primer(r)/primer(d) # Divideix els primers termes
q ← q + t
r ← r − t * d
retorn (q, r)
```

Observa que això funciona igual de bé quan: grau(n) < grau(d); en aquest cas el resultat és només el trivial (0, n).
Aquest algoritme descriu exactament el mètode de paper i llapis mostrat a dalt: d s'escriu a l'esquerra del ")"; q s'escriu, terme a terme, per sobre de la línia horitzontal, amb l'últim terme com a valor de t; la regió sota la línia horitzontal s'utilitza per calcular i apuntar els valors successius de r.

## Divisió euclidiana
Per cada parell de polinomis (A, B) tals que {\displaystyle B\neq 0}, la divisió polinòmica proporciona un quocient Q i una resta R tals que:
{\displaystyle A=BQ+R,}
i, o bé {\displaystyle R=0} o grau(R) < grau(B). A més (Q, R) és l'únic parell de polinomis que compta amb aquesta propietat.
El procés d'aconseguir els polinomis definits unívocament Q i R a partir d'A i B és diu divisió Euclidiana (de vegades transformació de divisió). La divisió llarga polinòmica és per això un algorisme per la divisió Euclidiana.

## Aplicacions

### Factorització de polinomis
De vegades es coneixen prèviament una o més de les arrels d'un polinomi, potser s'han trobat utilitzant el teorema de l'arrel racional. Si una arrel r d'un polinomi P(x) de grau n és coneguda, llavors la divisió llarga polinòmica es pot utilitzar per factoritzar P(x) en la forma (x − r)(Q(x)) on Q(x) és un polinomi de grau n - 1. Q(x) és senzillament el quocient obtingut del procés de divisió; com que r se sap que és una arrel de P(x), el residu ha de ser zero.
De manera anàloga, si es coneix més d'una arrel, un factor lineal (x − r) d'una d'elles (r) es pot dividir per tal d'obtenir Q(x), i després un terme lineal d'una altra arrel, s, es pot dividir de Q(x), etc. Alternativament, es poden dividir tots do cop: per exemple, els factors x − r i x − s es poden multiplicar entre ells per tal d'obtenir el factor quadràtic {\displaystyle x^{2}-(r+s)x+rs}, que llavors es pot dividir del polinomi original P(x) per obtenir un quocient de grau {\displaystyle n-2}.
D'aquesta manera, de vegades es poden obtenir totes les arrels d'un polinomi de grau més gran que quatre, encara que això no és sempre possible. Per exemple, si el teorema de l'arrel racional només pot obtenir un sola arrel (racional) d'un polinomi quíntic, pot factoritzar-se per tal d'obtenir un quocient quàrtic (de quart grau); llavors es pot utilitzar la fórmula explícita per les arrels d'un polinomi quàrtic per trobar les altres quatre arrels del quíntic.

### Trobar tangents de funcions polinòmiques
La divisió llarga polinòmica pot utilitzar-se per trobar l'equació de la línia que és tangent a la gràfica de la funció definida pel polinomi P(x) en un punt concret x = r. Si R(x) és la resta de la divisió de P(x) per (x – r)², llavors l'equació de la línia tangent a x = r a la gràfica de la funció y = P(x) és y = R(x), tant si r és arrel del polinomi com si no.

#### Exemple
Trobar l'equació de la línia que és tangent a la corba següent a {\displaystyle x=1}:
{\displaystyle y=x^{3}-12x^{2}-42.}
comença per dividir el polinomi entre {\displaystyle (x-1)^{2}=x^{2}-2x+1}:
{\displaystyle {\begin{array}{r}x-10\\x^{2}-2x+1{\overline {)x^{3}-12x^{2}+0x-42}}\\{\underline {x^{3}-{\color {White}0}2x^{2}+{\color {White}1}x}}{\color {White}{}-42}\\-10x^{2}-{\color {White}01}x-42\\{\underline {-10x^{2}+20x-10}}\\-21x-32\end{array}}}
La línia tangent es {\displaystyle y=-21x-32.}

### Control de redundància cíclica
Un control de redundància cíclica utilitza el residu de la divisió polinòmica per detectar els errors en missatges transmesos.